# Palazzo Ponzetti-Persio
Il palazzo Ponzetti-Persio è un palazzo storico situato nel centro storico della città di Altamura e risalente al XVII secolo. È noto soprattutto per i fatti relativi alla Rivoluzione altamurana (1799). Il palazzo apparteneva originariamente alla famiglia dei Persio, mentre oggi appartiene alla famiglia Ponzetti. A sinistra del portone del palazzo vi è una strictula, cioè una strettoia.

## La Rivoluzione altamurana
Durante i fatti della Rivoluzione altamurana (1799), viveva all'interno del palazzo un "dotto giureconsulto" chiamato Orazio Persio; era arrivato all'età di novant'anni ed era a letto, malato. Quando i sanfedisti, presa la città di Altamura, entrarono nel suo palazzo, lo depredarono e scaraventarono l'anziano Orazio Persio giù per le scale. L'anziano giureconsulto si ruppe le ossa e morì dopo due mesi.